# برومفیلد (کلرادو)
برومفیلد (به انگلیسی: Broomfield) شهری در ایالت کلرادو کشور ایالات متحده آمریکا است که جمعیت آن در سرشماری سال ۲۰۱۰ میلادی، ۵۵٬۸۸۹ نفر بوده‌است.